# 北千里駅

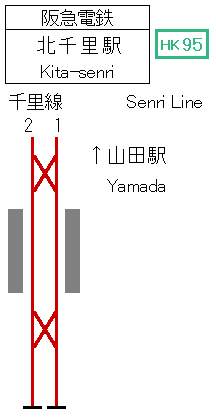
配線図

北千里駅（きたせんりえき）は、大阪府吹田市古江台四丁目にある、阪急電鉄千里線の駅。駅番号はHK-95。

## 概要
千里線の終着駅で、古江台・藤白台・青山台といった千里ニュータウン北部の玄関口でもある。
ニュータウンをはじめとした吹田市民の他に、大阪市内方面へと向かう箕面市東部（今宮・外院・小野原・粟生）など吹田市外からの住民も多い。また大阪大学や千里金蘭大学、金蘭千里高等学校・中学校、大阪府立北千里高等学校等の大阪府立高校を始めとした徒歩通学圏の学生や当駅に発着するスクールバスを利用する学生の乗降が多くみられる。

## 歴史

### 年表
- 1967年（昭和42年）3月1日：千里線の南千里駅 - 北千里駅間延伸により開業[3]。日本初の自動改札機設置[4]。なお、仮駅名は「北千里山駅」であった[5]。
- 1969年（昭和44年）12月6日：大阪市営地下鉄（現・Osaka Metro）堺筋線開業に伴い、当駅までの相互直通運転開始。
- 1972年（昭和47年）：自動改札機を定期券と普通乗車券共用の磁気券型に更新[6]。
- 2013年（平成25年）12月21日：駅ナンバリングが導入され、使用を開始[7][8]。
- 2021年（令和3年）11月30日：定期券売り場の営業を終了[9]。

### 世界初の自動改札機導入駅
1967年（昭和42年）の開業と同時に、全世界で初となる自動改札機（立石電機（現オムロン）製）が設置された。当初は定期券用と普通乗車券用とで改札の方式が異なり、定期券はパンチカード方式、普通乗車券は磁気券（バーコード）方式を採用していた。その後定期券も磁気券方式を採用し、1972年（昭和47年）には定期券・普通乗車券共用の自動改札機に更新されている。
2007年（平成19年）11月27日には、鉄道向け自動改札システムの開発・実用化に関して、電気・電子・情報・通信分野における世界最大の学会であるIEEE（アメリカ電気電子学会）より『IEEEマイルストーン』に認定され、阪急は同システムを共同で研究・開発してきた、大阪大学・オムロン・近畿日本鉄道とともにこれを受賞した。当駅の改札口付近には、その受賞を記念した銘板が設置されている。

## 駅構造
相対式2面2線のホームを有する高架駅。盛土の軌道の延長上に線路とホームがあるため、改札口やコンコースはホームよりも下層にあり、周辺には各種商店が入居している。駅の両端に、シーサスクロッシングが設置されているという、珍しい構造である。
トイレは改札内にある。
終着駅なのに頭端式ホームでないのは、1970年（昭和45年）に開催された日本万国博覧会（大阪万博）への対応として行った増便により、留置線を追加したという経緯の名残である。それ以前は一般的な頭端式で、2つのホームは車止めの先でも相互に行き来できた。
この留置線は、千里ニュータウンのさらに北（箕面市東部）にあり阪急グループが開発した粟生団地や間谷住宅方面への延伸を見据えたものでもあった。箕面市今宮方面へは線路用地としての土地も確保されていた。阪急は千里山線（当時）の千里山駅と箕面線の桜井駅を結ぶ「千里山延長線」の事業免許を取得していたが、1972年（昭和47年）12月に免許を返上・廃止となり、空地も多くの箇所で転用された。これは北大阪急行電鉄南北線の開業が大きく影響している。

### のりば
| 号線 | 路線    | 方面                  | 行先                                           |
| ---- | ------- | --------------------- | ---------------------------------------------- |
| 1    | ■千里線 | 京都本線直通          | 淡路・大阪梅田・京都河原町・神戸三宮・宝塚方面 |
| 2    | ■千里線 | Osaka Metro堺筋線直通 | 淡路・天神橋筋六丁目・天下茶屋方面             |

付記事項
- 両ホーム共に、発車直前には電子ベルが鳴らされる。なお、早朝・深夜に設定されている淡路駅止まりの区間便はどちらのホームからも発車する。
- 到着後 一旦留置線に入り、再度折り返す列車（乗降分離）も朝夕を中心に設定されている。
- 淡路駅より先の各駅（京都方面を除く）へは直通列車に乗車できなくても、淡路駅で普通同士の対面接続により、同駅での乗り換えで目的の方向へ行けるように便宜が図られている[注 1]。
- 夜間滞泊（分散留置）は留置線で行うが当駅止まりの最終電車は留置線に入らず、京都本線の正雀駅まで回送される。

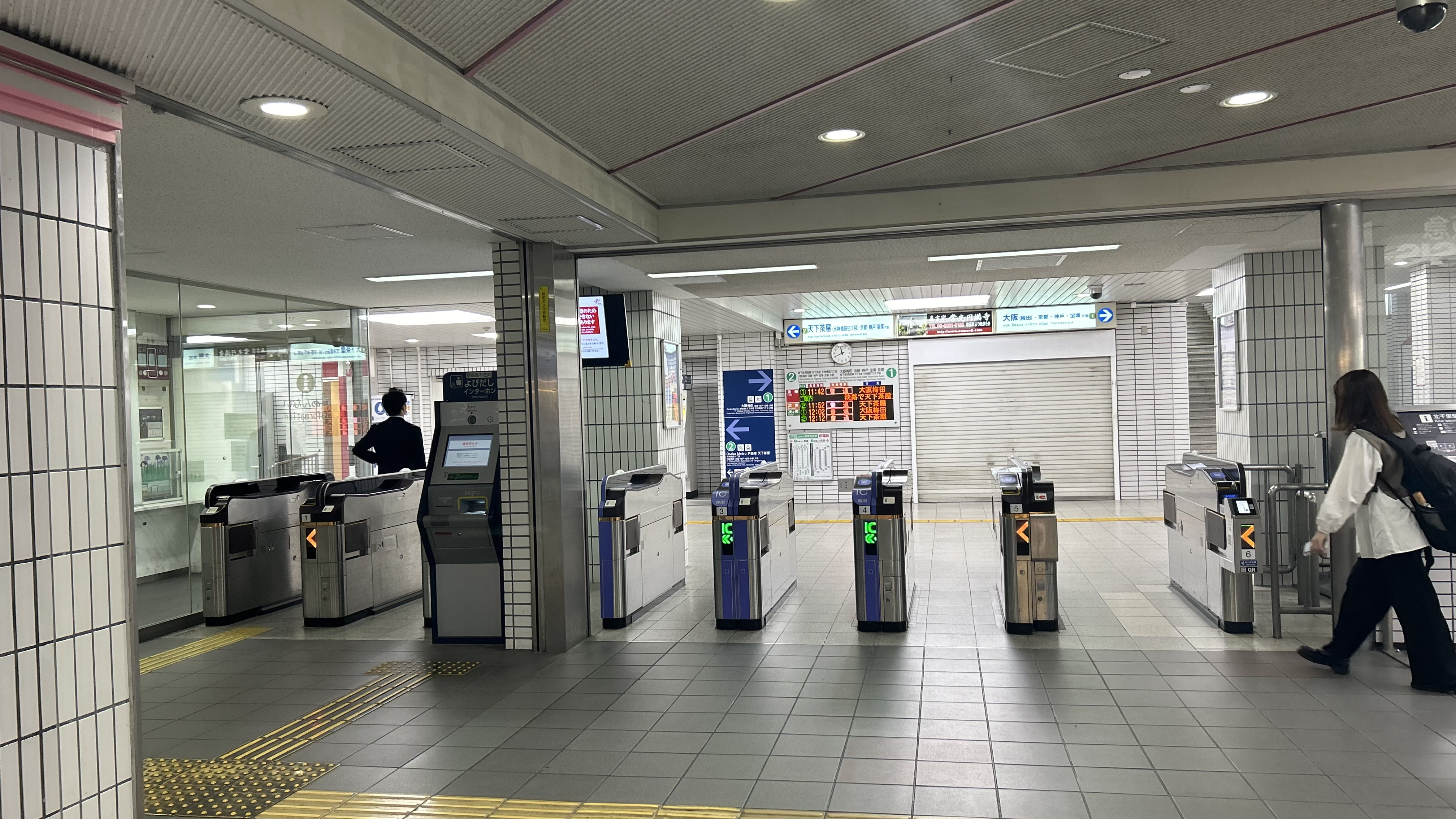
改札口
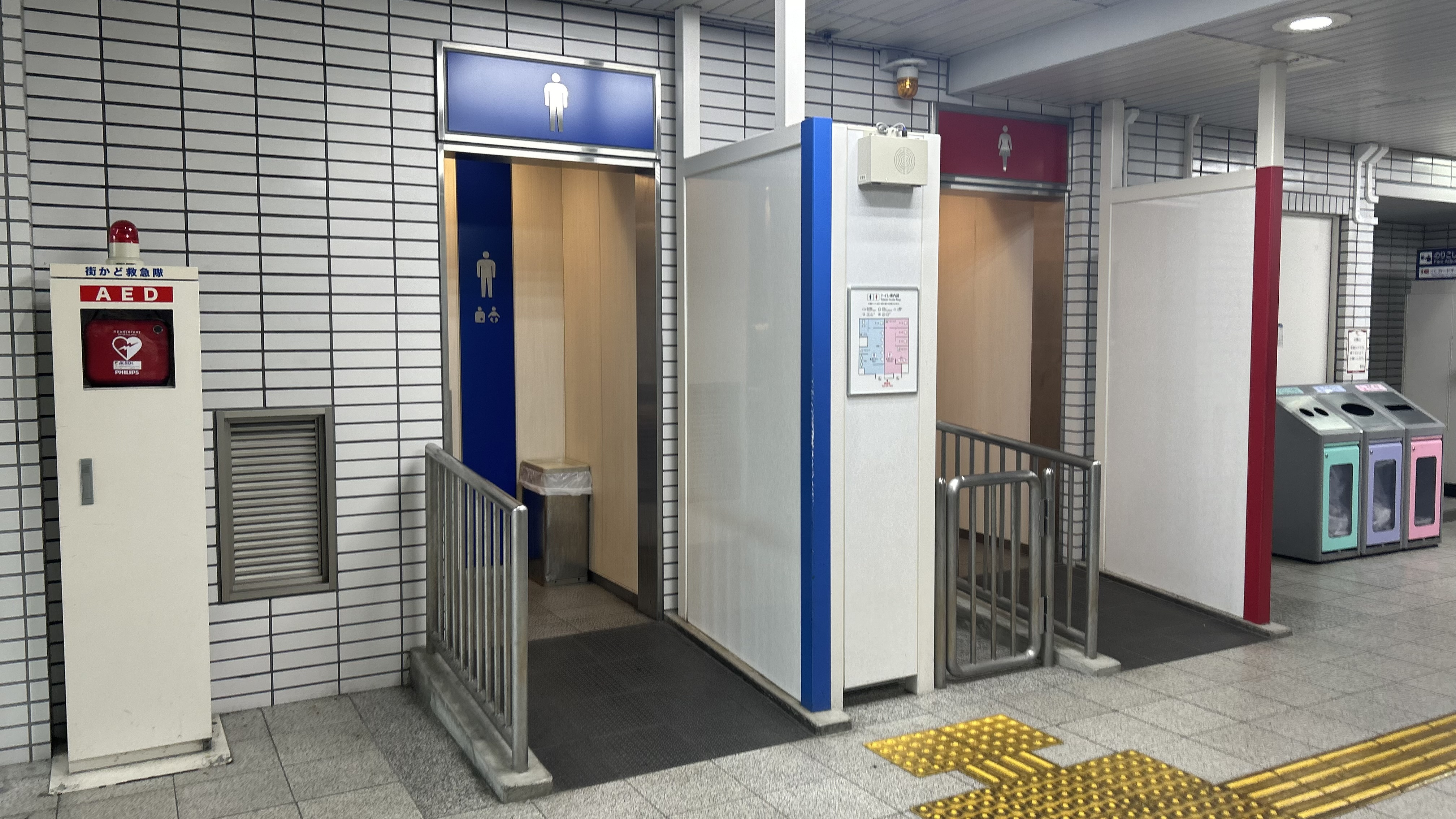
トイレ
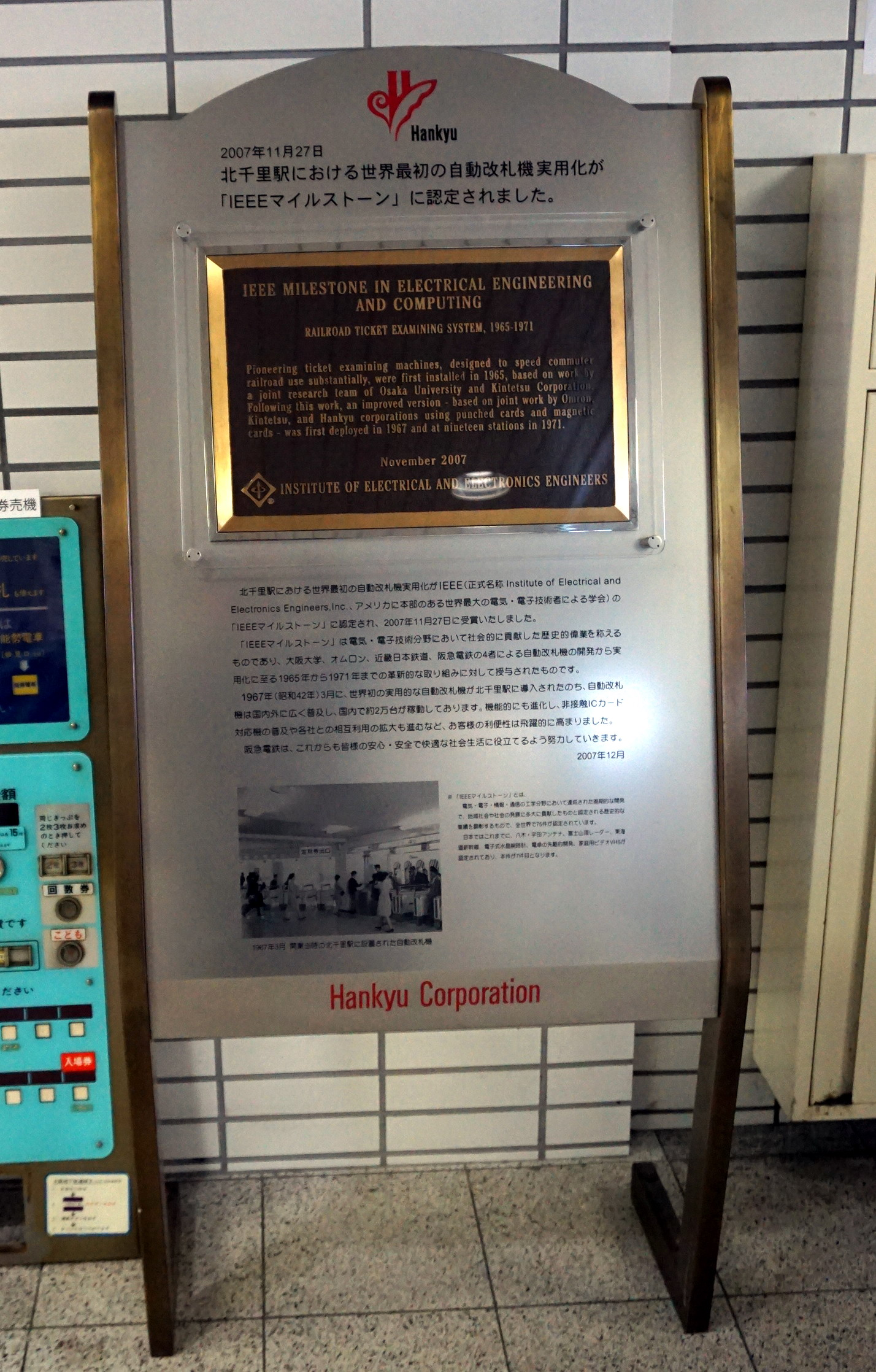
世界初の自動改札機がIEEEマイルストーンに認定されたことを記念して設置された説明板
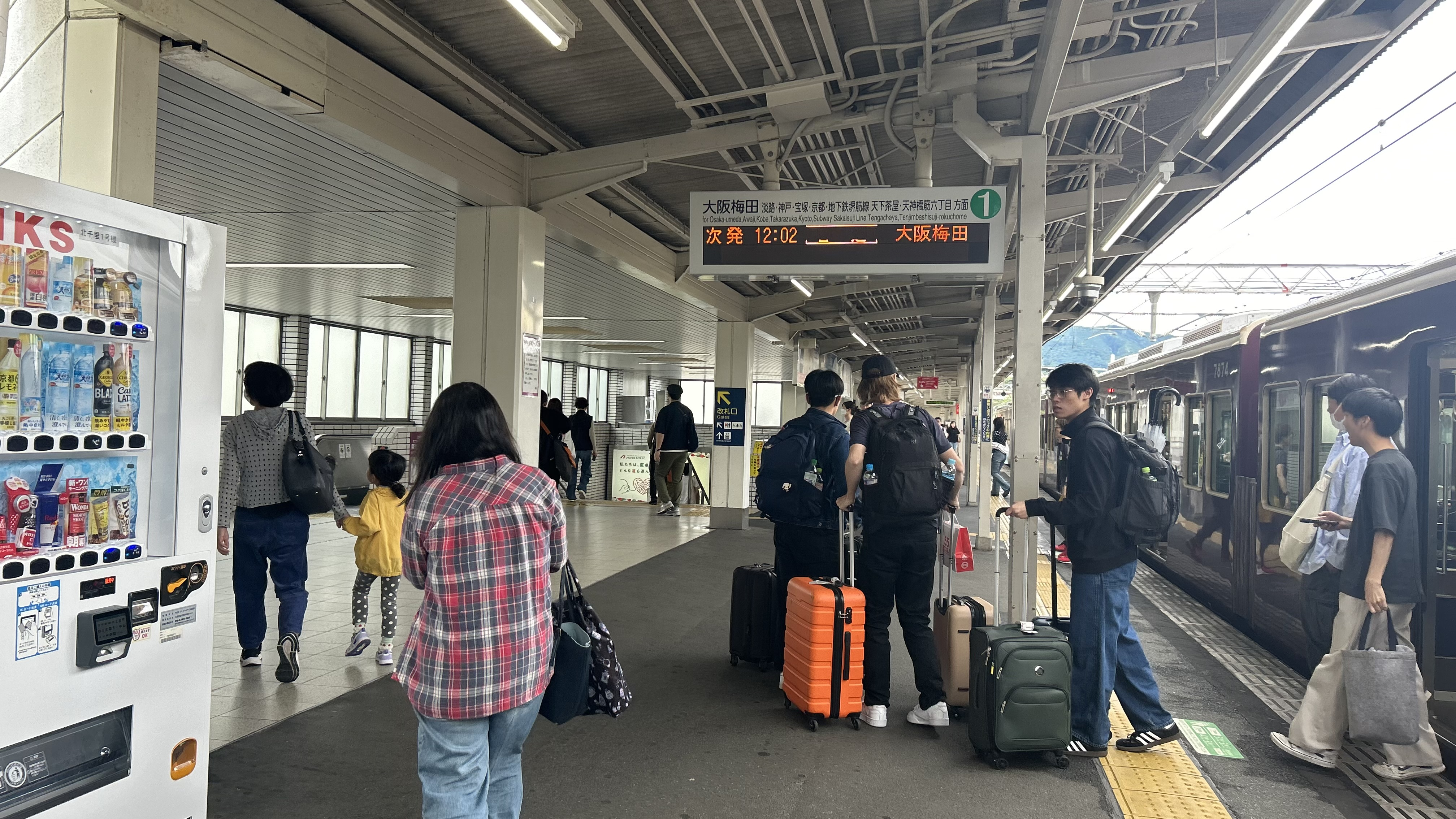
1号線ホーム
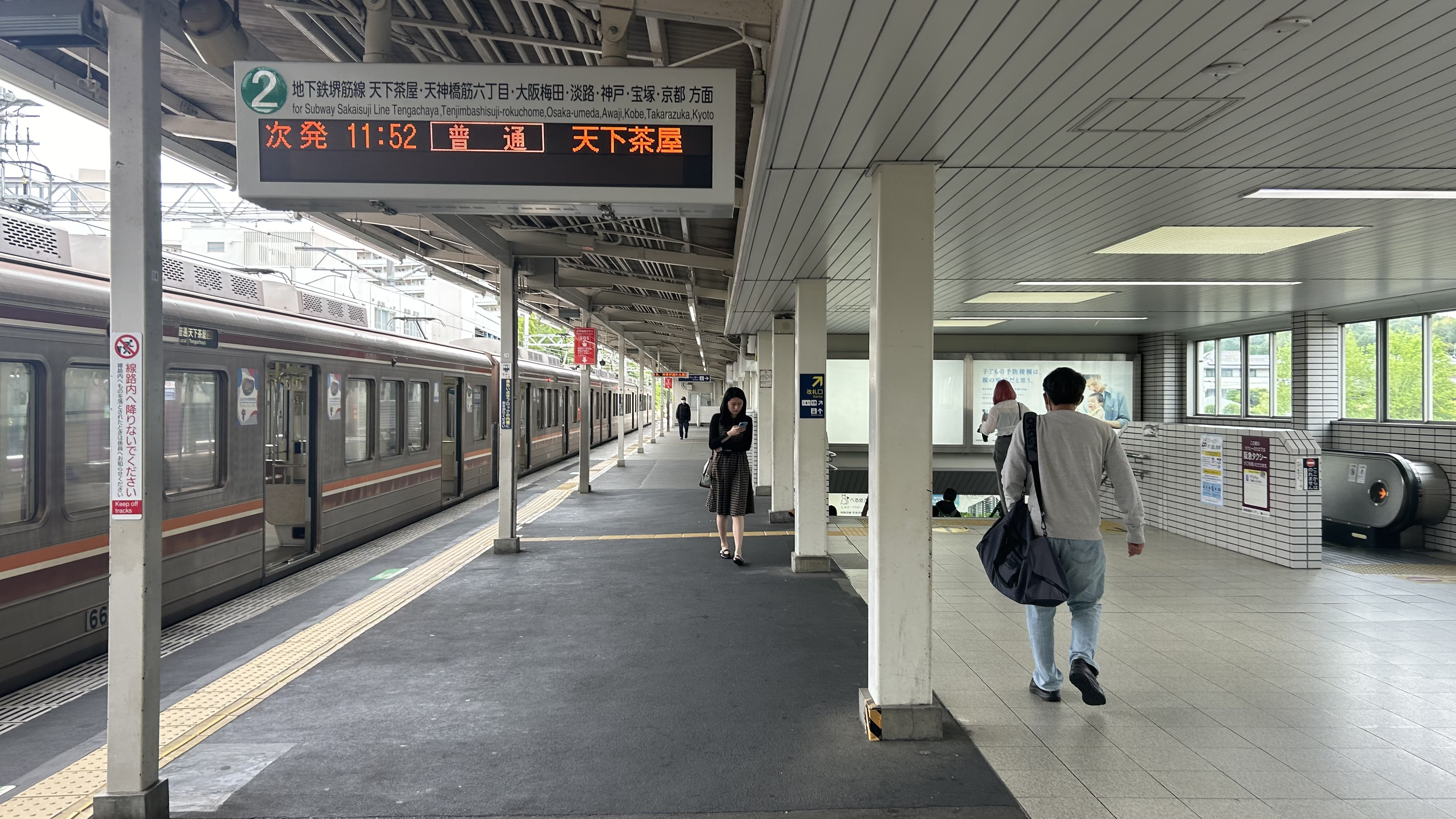
2号線ホーム
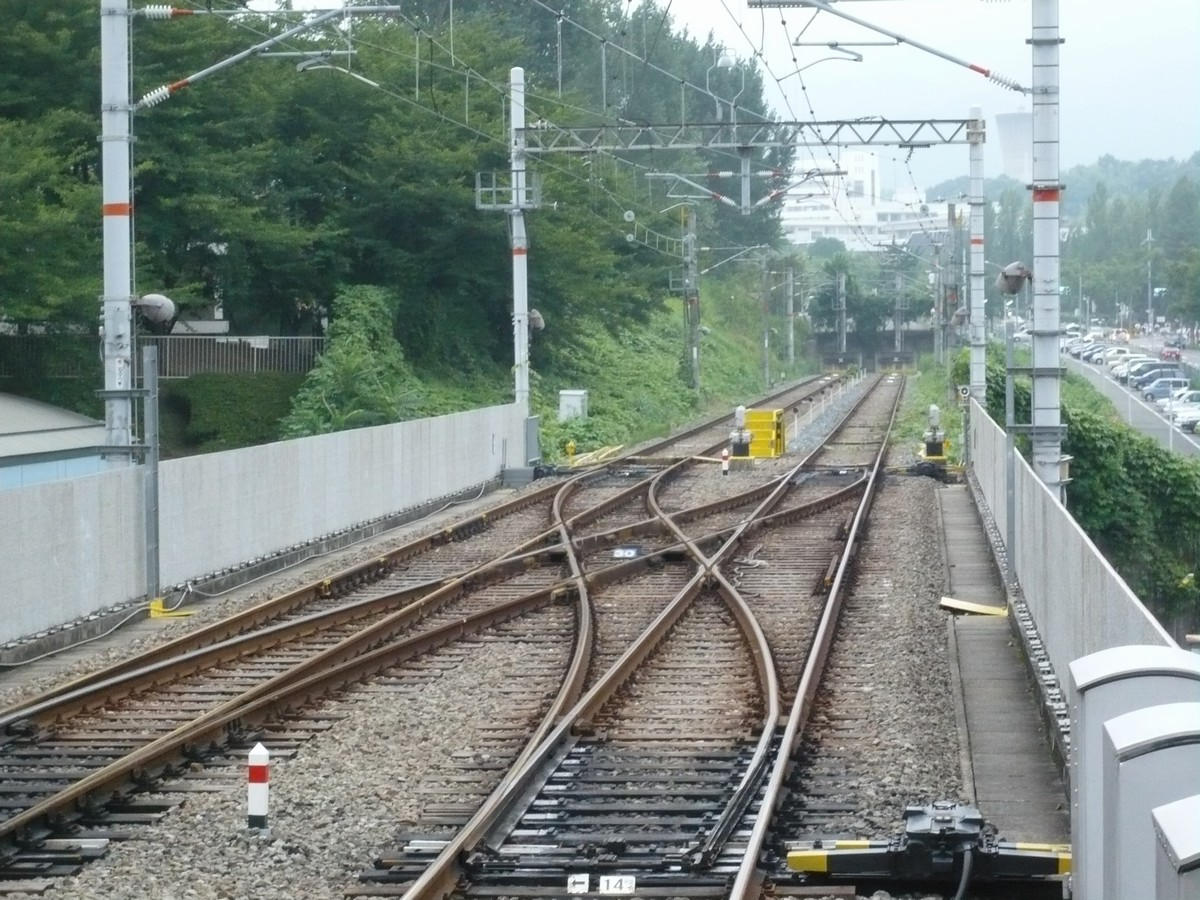
車止め(シーサスクロッシング)
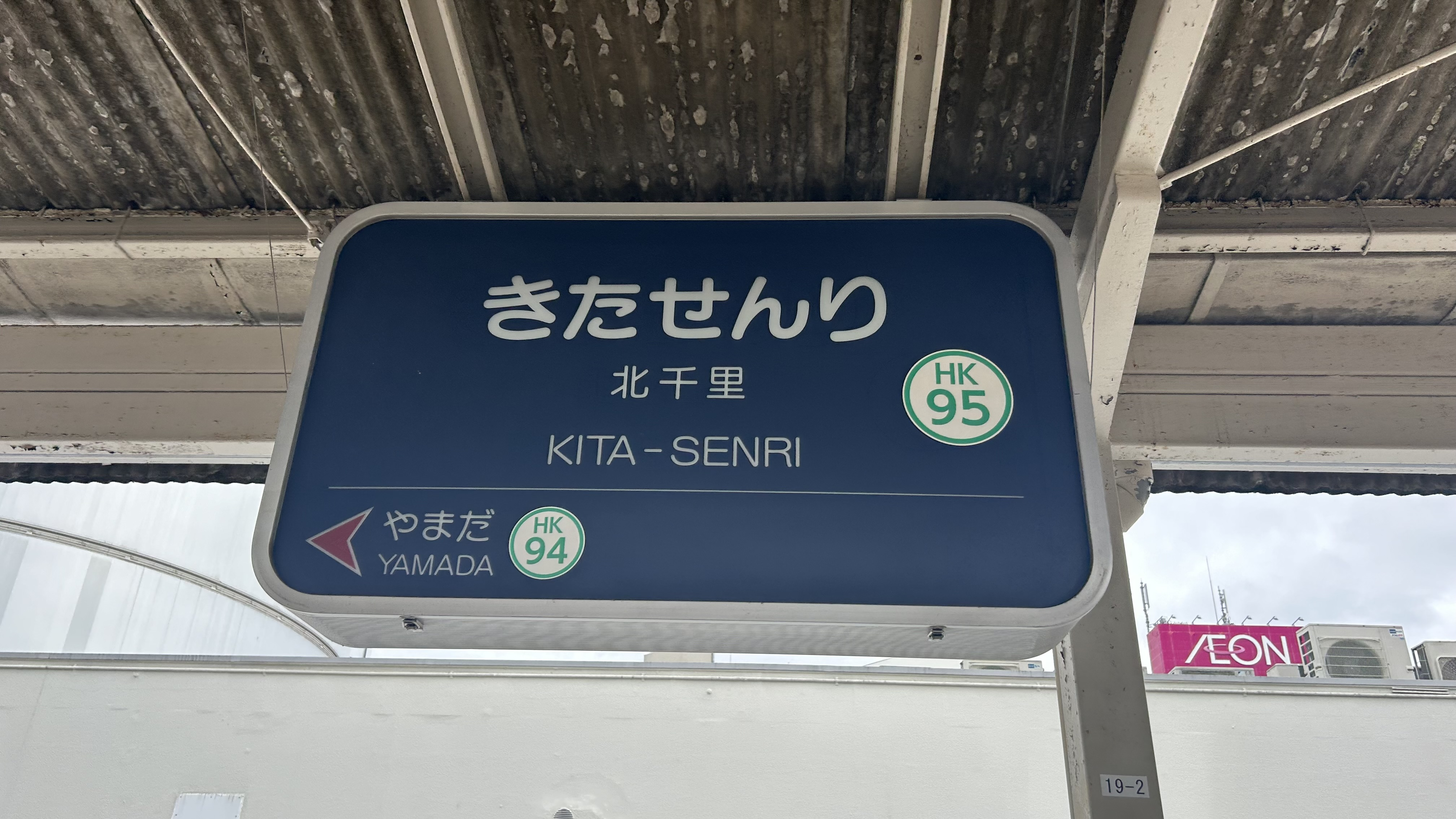
駅名標

### 出入口
当駅には出口番号があり、1～3番がある。

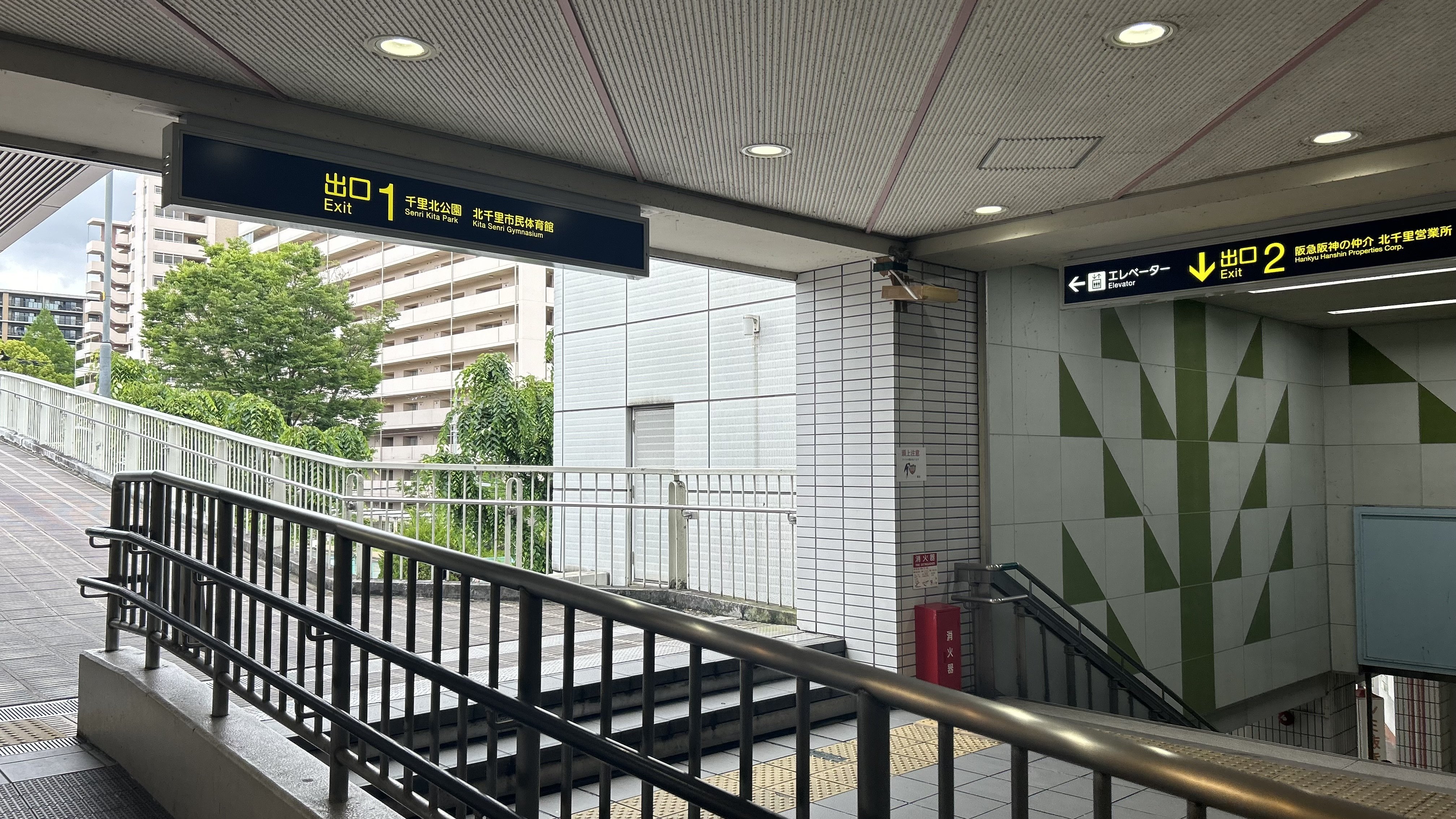
1番出入口
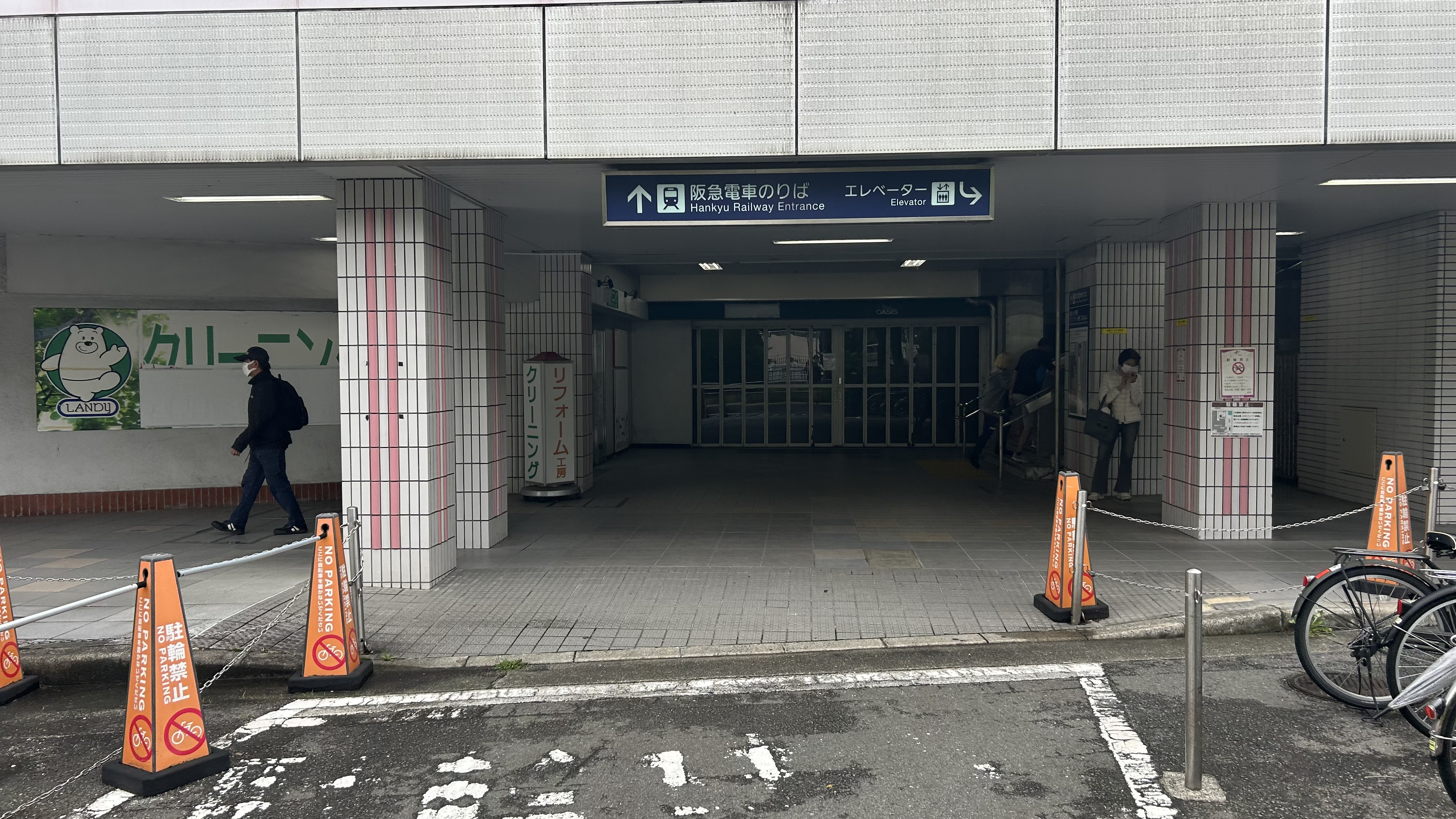
2番出入口
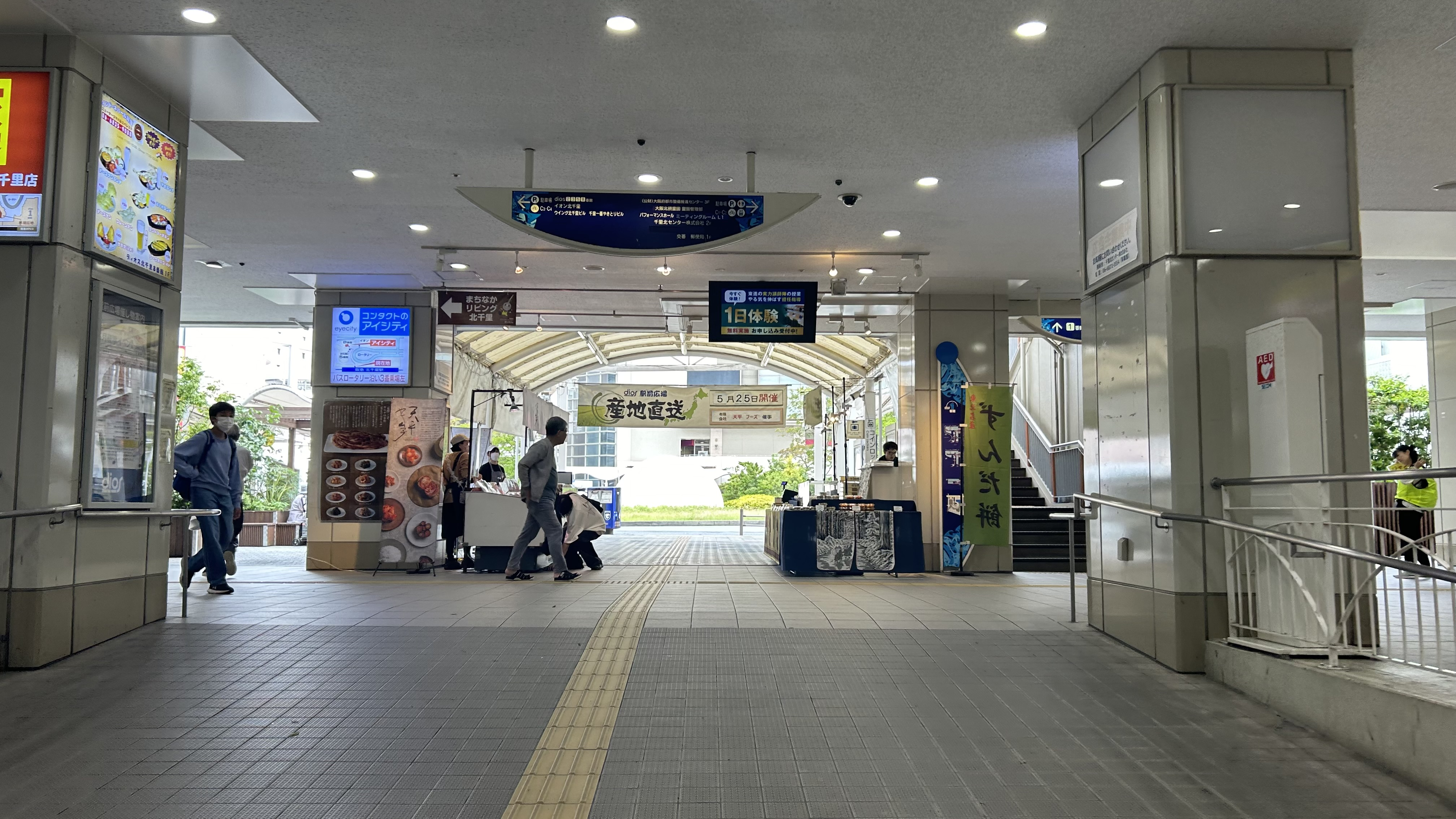
3番出入口

## 利用状況
2024年（令和6年）次の通年平均乗降人員は22,069人である。阪急電鉄全駅（86駅）中では長岡天神駅に次ぐ35位、千里線単独駅では関大前駅・山田駅に次いで多い。2023年までは山田駅よりも多かったが、翌年3月の北大阪急行線箕面萱野駅開業による旅客流動の変化（バス路線の再編も含む）により利用者が減少した。

### 年次別利用状況
各年次の乗降人員の推移は下表の通り。
| 年度               | 乗降人員 | 増減率 | 順位 | 出典       | 備考     |
| ------------------ | -------- | ------ | ---- | ---------- | -------- |
| 2016年（平成28年） | 25,547   |        | 31位 | [ 阪急 1 ] | [ 注 3 ] |
| 2017年（平成29年） | 25,949   | 1.6%   | 31位 | [ 阪急 2 ] |          |
| 2018年（平成30年） | 25,728   | -0.9%  | 31位 | [ 阪急 3 ] |          |
| 2019年（令和元年） | 25,323   | -1.6%  | 32位 | [ 阪急 4 ] |          |
| 2020年（令和02年） | 18,527   | -26.8% | 32位 | [ 阪急 5 ] |          |
| 2021年（令和03年） | 19,452   | 5.0%   | 29位 | [ 阪急 6 ] |          |
| 2022年（令和04年） | 21,200   | 9.0%   | 32位 | [ 阪急 7 ] |          |
| 2023年（令和05年） | 22,520   | 6.2%   | 32位 | [ 阪急 8 ] |          |
| 2024年（令和06年） | 22,069   | -2.0%  | 35位 | [ 統計 1 ] |          |

#### 平日限定データ
2007年から2015年までのデータは平日限定となっていた。全ての年度で乗車人員・降車人員ともに判明している。
| 年次               | 乗車人員 | 降車人員 | 乗降人員 | 増減率 | 順位 | 出典        |
| ------------------ | -------- | -------- | -------- | ------ | ---- | ----------- |
| 2007年（平成19年） | 15,106   | 14,975   | 30,081   |        | 29位 | [ 阪急 9 ]  |
| 2008年（平成20年） | 15,020   | 14,665   | 29,685   | -1.3%  | 30位 | [ 阪急 10 ] |
| 2009年（平成21年） | 14,451   | 14,132   | 28,583   | -3.7%  | 31位 | [ 阪急 11 ] |
| 2010年（平成22年） | 14,550   | 14,224   | 28,774   | 0.7%   | 31位 | [ 阪急 12 ] |
| 2011年（平成23年） | 14,436   | 14,113   | 28,549   | -0.8%  | 31位 | [ 阪急 13 ] |
| 2012年（平成24年） | 14,567   | 14,206   | 28,773   | 0.8%   | 31位 | [ 阪急 14 ] |
| 2013年（平成25年） | 14,612   | 14,235   | 28,847   | 0.3%   | 31位 | [ 阪急 15 ] |
| 2014年（平成26年） | 14,772   | 14,387   | 29,159   | 1.1%   | 30位 | [ 阪急 16 ] |
| 2015年（平成27年） | 15,304   | 14,926   | 30,230   | 3.7%   | 29位 | [ 阪急 17 ] |

### 年度別利用状況
各年度の利用状況は下表の通り。
| 年度               | 特定日   | 特定日   | 特定日   | 年間（単位：千人） | 年間（単位：千人） | 出典          | 出典          |
| 年度               | 乗車人員 | 降車人員 | 乗降人員 | 乗車人員           | 降車人員           | 大阪府        | 吹田市        |
| ------------------ | -------- | -------- | -------- | ------------------ | ------------------ | ------------- | ------------- |
| 1967年（昭和42年） | 17,095   | -        | -        | -                  | -                  | [ 大阪府 1 ]  | -             |
| 1968年（昭和43年） | 19,380   | -        | -        | -                  | -                  | [ 大阪府 2 ]  | -             |
| 1969年（昭和44年） | 21,227   | -        | -        | -                  | -                  | [ 大阪府 3 ]  | -             |
| 1970年（昭和45年） | 14,789   | -        | -        | -                  | -                  | [ 大阪府 4 ]  | -             |
| 1971年（昭和46年） | 13,452   | -        | -        | -                  | -                  | [ 大阪府 5 ]  | -             |
| 1972年（昭和47年） | 14,002   | -        | -        | -                  | -                  | [ 大阪府 6 ]  | -             |
| 1973年（昭和48年） | 13,563   | -        | -        | -                  | -                  | [ 大阪府 7 ]  | -             |
| 1974年（昭和49年） | 14,775   | -        | -        | -                  | -                  | [ 大阪府 8 ]  | -             |
| 1975年（昭和50年） | 16,369   | -        | -        | -                  | -                  | [ 大阪府 9 ]  | -             |
| 1976年（昭和51年） | 16,909   | -        | -        | -                  | -                  | [ 大阪府 10 ] | -             |
| 1977年（昭和52年） | 17,596   | -        | -        | -                  | -                  | [ 大阪府 11 ] | -             |
| 1978年（昭和53年） | 17,108   | -        | -        | -                  | -                  | [ 大阪府 12 ] | -             |
| 1979年（昭和54年） | 18,484   | -        | -        | -                  | -                  | [ 大阪府 13 ] | -             |
| 1980年（昭和55年） | 19,280   | -        | -        | -                  | -                  | [ 大阪府 14 ] | -             |
| 1981年（昭和56年） | 19,915   | -        | -        | -                  | -                  | [ 大阪府 15 ] | -             |
| 1982年（昭和57年） | 19,515   | 20,668   | 40,183   | -                  | -                  | [ 大阪府 16 ] | -             |
| 1983年（昭和58年） | 19,985   | 20,082   | 40,067   | -                  | -                  | [ 大阪府 17 ] | -             |
| 1984年（昭和59年） | 20,105   | 22,138   | 42,243   | -                  | -                  | [ 大阪府 18 ] | -             |
| 1985年（昭和60年） | 20,382   | 20,755   | 41,137   | -                  | -                  | [ 大阪府 19 ] | -             |
| 1986年（昭和61年） | 20,153   | 21,915   | 42,068   | -                  | -                  | [ 大阪府 20 ] | -             |
| 1987年（昭和62年） | 20,785   | 21,292   | 42,077   | -                  | -                  | [ 大阪府 21 ] | -             |
| 1988年（昭和63年） | 19,892   | 25,639   | 45,531   | -                  | -                  | [ 大阪府 22 ] | -             |
| 1989年（平成元年） | -        | -        | -        | -                  | -                  | [ 大阪府 23 ] | -             |
| 1990年（平成02年） | 19,504   | 18,987   | 38,491   | -                  | -                  | [ 大阪府 24 ] | -             |
| 1991年（平成03年） | -        | -        | -        | -                  | -                  | [ 大阪府 25 ] | -             |
| 1992年（平成04年） | 18,856   | 19,865   | 38,721   | -                  | -                  | [ 大阪府 26 ] | -             |
| 1993年（平成05年） | -        | -        | -        | -                  | -                  | [ 大阪府 27 ] | -             |
| 1994年（平成06年） | -        | -        | -        | -                  | -                  | [ 大阪府 28 ] | -             |
| 1995年（平成07年） | 15,341   | 15,272   | 30,613   | -                  | -                  | [ 大阪府 29 ] | -             |
| 1996年（平成08年） | 17,639   | 18,472   | 36,111   | -                  | -                  | [ 大阪府 30 ] | -             |
| 1997年（平成09年） | 17,574   | 18,608   | 36,182   | -                  | -                  | [ 大阪府 31 ] | -             |
| 1998年（平成10年） | 16,853   | 18,039   | 34,892   | 6,810              | 7,208              | [ 大阪府 32 ] | [ 吹田市 1 ]  |
| 1999年（平成11年） | -        | -        | -        | 6,621              | 7,015              | [ 大阪府 33 ] | [ 吹田市 1 ]  |
| 2000年（平成12年） | 16,060   | 16,462   | 32,522   | 6,523              | 6,934              | [ 大阪府 34 ] | [ 吹田市 1 ]  |
| 2001年（平成13年） | 15,207   | 15,744   | 30,951   | 6,199              | 6,665              | [ 大阪府 35 ] | [ 吹田市 1 ]  |
| 2002年（平成14年） | 14,831   | 15,384   | 30,215   | 5,916              | 6,232              | [ 大阪府 36 ] | [ 吹田市 1 ]  |
| 2003年（平成15年） | 14,631   | 15,221   | 29,852   | 5,818              | 6,177              | [ 大阪府 37 ] | [ 吹田市 2 ]  |
| 2004年（平成16年） | 14,273   | 15,399   | 29,672   | 5,723              | 6,077              | [ 大阪府 38 ] | [ 吹田市 3 ]  |
| 2005年（平成17年） | 14,692   | 15,409   | 30,101   | 5,754              | 6,207              | [ 大阪府 39 ] | [ 吹田市 4 ]  |
| 2006年（平成18年） | 14,176   | 14,929   | 29,105   | 5,748              | 6,068              | [ 大阪府 40 ] | [ 吹田市 5 ]  |
| 2007年（平成19年） | 14,530   | 15,415   | 29,945   | 5,716              | 5,966              | [ 大阪府 41 ] | [ 吹田市 6 ]  |
| 2008年（平成20年） | 13,844   | 14,633   | 28,477   | 5,788              | 6,041              | [ 大阪府 42 ] | [ 吹田市 7 ]  |
| 2009年（平成21年） | 13,533   | 14,310   | 27,843   | 5,508              | 5,783              | [ 大阪府 43 ] | [ 吹田市 8 ]  |
| 2010年（平成22年） | 12,983   | 14,327   | 27,310   | 5,353              | 5,668              | [ 大阪府 44 ] | [ 吹田市 9 ]  |
| 2011年（平成23年） | 12,725   | 14,308   | 27,033   | 5,299              | 5,735              | [ 大阪府 45 ] | [ 吹田市 10 ] |
| 2012年（平成24年） | 12,834   | 14,276   | 27,110   | 5,159              | 5,705              | [ 大阪府 46 ] | [ 吹田市 11 ] |
| 2013年（平成25年） | 12,380   | 14,174   | 26,554   | 5,204              | 5,707              | [ 大阪府 47 ] | [ 吹田市 12 ] |
| 2014年（平成26年） | 12,987   | 14,862   | 27,849   | 5,185              | 5,750              | [ 大阪府 48 ] | [ 吹田市 13 ] |
| 2015年（平成27年） | 13,328   | 15,416   | 28,744   | 5,291              | 5,872              | [ 大阪府 49 ] | [ 吹田市 14 ] |
| 2016年（平成28年） | 13,229   | 15,239   | 28,468   | 5,417              | 6,093              | [ 大阪府 50 ] | [ 吹田市 15 ] |
| 2017年（平成29年） | 13,533   | 15,723   | 29,256   | 5,457              | 6,153              | [ 大阪府 51 ] | [ 吹田市 16 ] |
| 2018年（平成30年） | 13,040   | 15,383   | 28,423   | 5,514              | 6,263              | [ 大阪府 52 ] | [ 吹田市 17 ] |
| 2019年（令和元年） | 15,308   | 15,065   | 30,373   | 5,488              | 6,296              | [ 大阪府 53 ] | [ 吹田市 18 ] |
| 2020年（令和02年） | 13,228   | 12,929   | 26,157   | 4,054              | 4,702              | [ 大阪府 54 ] | [ 吹田市 19 ] |
| 2021年（令和03年） | 13,465   | 13,176   | 26,641   | 3,980              | 4,687              | [ 大阪府 55 ] | [ 吹田市 20 ] |
| 2022年（令和04年） | 13,853   | 13,594   | 27,447   | 4,300              | 5,174              | [ 大阪府 56 ] | [ 吹田市 21 ] |
| 2023年（令和05年） | 14,052   | 13,964   | 28,016   | 4,515              | 5,512              | [ 大阪府 57 ] | [ 吹田市 22 ] |

## 駅周辺
駅東側を南北に大阪府道119号箕面摂津線（千里けやき通り）が走る。

### ディオス北千里
北千里駅前に隣接する複合商業施設（ショッピングセンター）。核店舗はイオン北千里店。

### その他
- 阪急オアシス
- 北千里医療ビル
- 北千里市民体育館
- 北千里市民プール
- 千里ニュータウンバプテスト教会
- 千里北公園
- 吹田古江台郵便局
- 吹田青山台郵便局
- 吹田藤白台郵便局
- まちなかリビング北千里
- 大阪青山大学附属青山幼稚園
- 学校法人真和学園 ふじしろ幼稚園
- 吹田市立はぎのきこども園
- 吹田市立青山台小学校
- 吹田市立古江台小学校
- 吹田市立藤白台小学校
- 吹田市立青山台中学校
- 大阪府立北千里高等学校
- 大阪大学 吹田キャンパス - 駅より徒歩15 - 30分
- 千里金蘭大学、金蘭千里高等学校・中学校 - 駅より徒歩15分
- 千里中央駅（北大阪急行・大阪モノレール） - 当駅からバス利用

## バス路線
駅前ロータリーに阪急バスが乗り入れ、郊外各地へ向かう路線を運行している。停留所名は「阪急北千里駅」。
この他、関西大倉中学校・高等学校など周辺学校へのスクールバス、周辺施設へのシャトルバスも駅前に乗り入れている。
| のりば | 路線               | 担当 | 系統・行先                         | 備考                                             |
| ------ | ------------------ | ---- | ---------------------------------- | ------------------------------------------------ |
| 1      | 千里ニュータウン線 | 千里 | 76系統：藤白台・古江台方面         |                                                  |
| 1      | 千里ニュータウン線 | 千里 | 77系統：古江台・藤白台方面         | 平日最終便は深夜バス（運賃倍額）                 |
| 2      | 千里ニュータウン線 | 千里 | 76・77系統：千里中央               |                                                  |
| 2      | 小野原東線         | 茨木 | 175・176系統：千里中央             |                                                  |
| 3      | 千里ニュータウン線 | 千里 | 71系統：千里中央                   | 青山台二丁目経由。平日最終便は深夜バス           |
| 4      | 小野原東線         | 茨木 | 175系統：小野原東                  | 平日最終2本は深夜バス                            |
| 4      | 小野原東線         | 茨木 | 176系統：豊川駅                    |                                                  |
| 4      | 阪大病院線         | 千里 | 72系統：阪大医学部病院前方面       | 平日の日中のみ運行                               |
| 5      | 北摂霊園線         | 豊能 | 28系統：北摂霊園（霊園六区）       | 特急、高山まで無停車。復路は29系統（勝尾寺経由） |
| 6      | 粟生団地線         | 茨木 | 55系統：粟生団地                   | 朝晩のみの運行。平日最終便は深夜バス             |
| 6      | 粟生団地線         | 茨木 | 56系統：間谷住宅                   |                                                  |
| 6      | 粟生団地線         | 茨木 | 58系統：粟生団地                   | 小野原西五丁目・尼谷経由                         |
| 6      | 粟生団地線         | 茨木 | 60系統：粟生団地                   | 夕方以降のみ運行。外院の里経由                   |
| 6      | 粟生団地線         | 茨木 | 66系統：外院の里方面               | 夕方頃までの運行                                 |
| 6      | 粟生団地線         | 茨木 | 78系統：関西学院千里国際キャンパス | 平日朝の3本のみ運行                              |

## 隣の駅
阪急電鉄
■千里線（淡路以北は普通列車のみ運転）
山田駅 (HK-94) - 北千里駅 (HK-95)

### 記事本文